# Mariana Matus
Mariana Matus är en mexikansk biolog och verkställande direktör på analysföretaget Biobot Analytics som analyserar opioider och biomarkörer i  avloppsvatten.
Matus utbildade sig på Universidad Nacional Autónoma de México och tog senare examen på universitet i Wageningen i Nederländerna. Hon doktorerade i beräkningsbiologi vid Massachusetts Institute of Technology i Cambridge i Massachusetts i USA år 2018 med ett arbete om fekala biomarkörer.
År 2017 grundade hon och forskningskollegan Newsha Ghaeli  Biobot Analytics, som bland annat har fått i uppdrag att analysera sars-cov-2 i avloppsvattnet i mer än 30 stater i USA under covid-19-pandemin med hjälp av robotar.